# Johannes Schütze
Johannes Schütze (* 19. August 1911 in Gröditz; † nach 1972) war ein deutscher Funktionär der DDR-Blockpartei NDPD. Er war von 1953 bis 1956 Vorsitzender des NDPD-Bezirksverbandes Schwerin.

## Leben
Schütze, von Beruf Lehrer, unterrichtete in Freiberg und Pirna. Er trat am 1. Mai 1937 in die Nationalsozialistische Deutsche Arbeiterpartei (NSDAP) ein. Er wurde Angehöriger des Reichsarbeitsdienstes (RAD) und leistete während des Zweiten Weltkriegs ab 1942 Kriegsdienst als Offizier im Artillerieregiment 194 der Wehrmacht. Als Oberleutnant geriet in sowjetische Kriegsgefangenschaft. Im Jahr 1949 wurde er in die Sowjetische Besatzungszone entlassen.
Schütze trat 1949 in die National-Demokratische Partei Deutschlands (NDPD) ein. Er war Schüler, Lehrassistent und Lehrer an der Hochschule für Nationale Politik in Waldsieversdorf. Er wurde 1951 Direktor der NDPD-Landesparteischule von Mecklenburg und 1952 stellvertretender Vorsitzender des NDPD-Bezirksverbandes Schwerin. Von 1953 bis 1956 fungierte er als Vorsitzender des NDPD-Bezirksverbandes. Ab 1952 war er Abgeordneter des Bezirkstages Schwerin und von 1953 bis 1958 Mitglied des NDPD-Hauptausschusses. Schütze war ab 1957 Lehrstuhlleiter an der erwähnten Hochschule in Waldsieversdorf. Er war bis 1966 Vorsitzender der URANIA im Bezirk Frankfurt (Oder) und Mitglied des Präsidiums der Gesellschaft. Später war er Leiter der Abteilung Kulturpolitik beim Zentralvorstand der DSF, Bereichsleiter für Kultur und Bildung beim VEB Kommunale Wohnungsverwaltung (KWV) Prenzlauer Berg und Kreisvorsitzender der DSF im Stadtbezirk Berlin-Prenzlauer Berg. Im Januar 1972 wurde er zum Direktor der Betriebsakademie „Gebäudewirtschaft“ Berlin berufen.

## Auszeichnungen
- 1959 Ehrennadel der Urania in Silber und 1961 in Gold
- 1964 Vaterländischer Verdienstorden in Bronze